# Schmidtiana sumatrana
Schmidtiana sumatrana là một loài bọ cánh cứng trong họ Cerambycidae.